# استفن مکونالوگ
استفن مکونالوگ (انگلیسی: Stephen McConalogue؛ زادهٔ ۱۶ ژوئن ۱۹۸۱) بازیکن فوتبال اهل بریتانیا است.
از باشگاه‌هایی که در آن بازی کرده است می‌توان به باشگاه فوتبال پاتریک تیسل، باشگاه فوتبال کلاید، باشگاه فوتبال گرینوک مورتون، باشگاه فوتبال داندی یونایتد، و باشگاه فوتبال سنت جانستون اشاره کرد.